# Empoascanara dwalata
Empoascanara dwalata är en insektsart som beskrevs av Irena Dworakowska 1971. Empoascanara dwalata ingår i släktet Empoascanara och familjen dvärgstritar. Inga underarter finns listade i Catalogue of Life.